# Света Цецилия (Стефано Мадерно)
„Света Цецилия“ (на италиански: Santa Cecilia) е мраморна статуя в римската църква „Санта Чечилия ин Трастевере“. Скулптурата, изобразяваща смъртта на Света Цецилия, е създадена през 1599-1600 г. от Стефано Мадерно.

## Описание
През 1599 година в катакомбите „Свети Калист“, където според легендата Света Цецилия е била погребана, е открито погребението на светицата. Гробницата е отворена и на скулптора Стефано Мадерно е разрешено да види нетленното тяло на Света Цецилия. След това той създава знаменитата си скулпура по поръчка на миланския кардинал Паоло Емилио Сфондрати. Мраморната статуя е разположена пред олтара на църквата „Санта Чечилия ин Трастевере“.
Статуята изобразява светицата с отсечена глава; Мадерно изобразява трагична сцена, натуралистично представяща смъртта на Света Цецилия.
През 2001 г. е завършена реставрацията на скулптурата, след която става възможно да се види и лицето на статуята.